# (79375) Valetti
Pour les articles homonymes, voir Valetti.
(79375) Valetti est un astéroïde de la ceinture principale.

## Description
(79375) Valetti est un astéroïde de la ceinture principale. Il fut découvert le 16 mars 1997 à Pianoro par Vittorio Goretti. Il présente une orbite caractérisée par un demi-grand axe de 2,31 UA, une excentricité de 0,20 et une inclinaison de 1,0° par rapport à l'écliptique.

## Compléments